# Satz von Steiner (Geometrie)

Definition der Steiner-Erzeugung eines Kegelschnitts

Perspektive Abbildung zwischen Geradenbüschel

Der Satz von Steiner, auch Steiner-Erzeugung eines Kegelschnitts genannt, nach dem Schweizer Mathematiker Jakob Steiner, ist eine alternative Möglichkeit, einen nicht ausgearteten Kegelschnitt in einer projektiven Ebene über einem Körper (pappussche Ebene) zu definieren:
- Hat man für zwei Geradenbüschel in zwei Punkten {\displaystyle U,V} (alle Geraden durch den Punkt {\displaystyle U} bzw.  {\displaystyle V}) eine projektive, aber nicht perspektive Abbildung {\displaystyle \pi } des einen Büschels auf das andere, so bilden die Schnittpunkte zugeordneter Geraden einen nicht ausgearteten Kegelschnitt.[1][2][3][4][5] (s. 1. Bild)

Unter einer perspektiven Abbildung {\displaystyle \pi } eines Geradenbüschels eines Punktes  {\displaystyle U} auf das Geradenbüschel in einem Punkt {\displaystyle V} versteht man eine Bijektion (eineindeutige Zuordnung) der Geraden in {\displaystyle U} auf die Geraden in {\displaystyle V} so, dass sich zugeordnete Geraden auf einer festen Gerade {\displaystyle a} schneiden. {\displaystyle a} heißt die Achse der perspektiven Abbildung {\displaystyle \pi } (s. 2. Bild).
Unter einer projektiven Abbildung versteht man die Hintereinanderausführung endlich vieler perspektiver Abbildungen eines Geradenbüschels.
Als Körper kann man sich z. B. die reellen Zahlen {\displaystyle \mathbb {R} }, die rationalen Zahlen {\displaystyle \mathbb {Q} } oder die komplexen Zahlen {\displaystyle \mathbb {C} } vorstellen. Aber auch endliche Körper sind als Koordinatenbereiche erlaubt.
Bemerkung:
Der Fundamentalsatz für projektive Ebenen sagt aus, dass eine projektive Abbildung in einer pappusschen projektiven Ebene durch die Vorgabe der Bilder von 3 Geraden schon eindeutig bestimmt ist. Dies bedeutet, dass man bei der Steiner-Erzeugung eines Kegelschnitts außer den Grundpunkten {\displaystyle U,V} nur die Bilder dreier Geraden vorgeben muss. Durch diese 5 Bestimmungsstücke ist der Kegelschnitt dann schon eindeutig bestimmt.
Bemerkung:
Die Bezeichnung „perspektiv“ stammt von der dualen Aussage her: Projiziert man die Punkte einer Gerade {\displaystyle u} von einem Punkt {\displaystyle Z} (Zentrum) aus auf eine Gerade {\displaystyle v}, so nennt man diese Abbildung perspektiv (siehe dualen Fall).
Einfaches Beispiel:
Verschiebt man im 1. Bild den Punkt {\displaystyle U} und sein Geradenbüschel in den Punkt {\displaystyle V} und dreht anschließend das Büschel in {\displaystyle V} um einen festen Winkel {\displaystyle \varphi }, so erzeugt die Verschiebung zusammen mit der Drehung eine projektive Abbildung des Geradenbüschels in {\displaystyle U} auf das Geradenbüschel in {\displaystyle V}. Der entstehende Kegelschnitt ist wegen des Peripheriewinkelsatzes ein Kreis.

## Beispiel

Beispiel einer Steiner-Erzeugung eines Kegelschnitts: Konstruktion eines Punktes

In dem folgenden Beispiel sind die Bilder der Geraden {\displaystyle a,u,w} vorgegeben: {\displaystyle \pi (a)=b,\pi (u)=w,\pi (w)=v}. Die projektive Abbildung {\displaystyle \pi } lässt sich als Produkt (Hintereinanderausführung) der folgenden perspektiven Abbildungen {\displaystyle \pi _{b},\pi _{a}} darstellen:
1) {\displaystyle \pi _{b}} ist die perspektive Abbildung des Büschels in {\displaystyle U} auf das Büschel in {\displaystyle O} mit der Achse {\displaystyle b}.
2) {\displaystyle \pi _{a}} ist die perspektive Abbildung des Büschels in {\displaystyle O} auf das Büschel in {\displaystyle V} mit der Achse {\displaystyle a}.
Man überzeugt sich, dass die projektive Abbildung {\displaystyle \pi =\pi _{a}\pi _{b}} tatsächlich die behauptete Eigenschaft {\displaystyle \pi (a)=b,\pi (u)=w,\pi (w)=v} hat. Damit lässt sich für jede beliebige Gerade {\displaystyle g} das Bild {\displaystyle \pi (g)=\pi _{a}\pi _{b}(g)} und damit beliebig viele Punkte des Kegelschnitts konstruieren. Da auf der Gerade  {\displaystyle u} bzw. {\displaystyle v} nur der Kegelschnittpunkt {\displaystyle U} bzw. {\displaystyle V} liegt, sind {\displaystyle u} und {\displaystyle v} Tangenten des Kegelschnitts.
Den Beweis, dass durch diese Konstruktion ein Kegelschnitt entsteht, führt man am einfachsten durch den Übergang zu einer affinen Einschränkung mit der Gerade {\displaystyle w} als Ferngerade, dem Punkt {\displaystyle O} als Nullpunkt eines Koordinatensystems mit den Punkten {\displaystyle U,V} als Fernpunkte der x- bzw. y-Achse und dem Punkt {\displaystyle E=(1,1)}. Der affine Teil des Kegelschnitts ist dann die Hyperbel {\displaystyle y=1/x} .
Bemerkung:
1. Die Steiner-Erzeugung eines Kegelschnitts hat konkrete praktische Bedeutung bei der Konstruktion von Ellipsen, Hyperbeln und Parabeln.
2. Die Figur zur Konstruktion eines Punktes (3. Bild) ist die 4-Punkte Ausartung des Satzes von Pascal.
3. Die Erzeugung der Parabel {\displaystyle y=x^{2}} findet man in projektiver Kegelschnitt.

## Steinererzeugung eines dualen Kegelschnitts

Duale Ellipse

Steiner-Erzeugung eines dualen Kegelschnitts

Definition einer perspektiven Abbildung

### Definitionen und die duale Erzeugung
Dualisiert (s. Dualitätsprinzip) man einen nicht ausgearteten Kegelschnitt einer projektiven Ebene, so übernehmen die Tangenten die Rolle der Punkte:
Ein nichtausgearteter dualer Kegelschnitt besteht aus der Gesamtheit der Tangenten eines nichtausgearteten Kegelschnitts.
Auch ein dualer Kegelschnitt lässt sich nach der Steiner’schen Methode erzeugen:
- Hat man für zwei Punktreihen zweier Geraden {\displaystyle u,v} eine projektive, aber nicht perspektive Abbildung {\displaystyle \pi } der einen Punktreihe auf die andere, so bilden die Verbindungsgeraden zugeordneter Punkte einen nicht ausgearteten dualen Kegelschnitt.

Unter einer perspektiven Abbildung {\displaystyle \pi } einer Punktreihe einer Gerade  {\displaystyle u} auf die Punktreihe einer Geraden {\displaystyle v} versteht man eine Bijektion (eineindeutige Zuordnung) der Punkte von {\displaystyle u} zu den Punkten von {\displaystyle v} so, dass die Verbindungsgeraden zugeordneter Punkte sich in einem festen Punkt {\displaystyle Z} schneiden. {\displaystyle Z} heißt das Zentrum der perspektiven Abbildung {\displaystyle \pi } (s. Bild).
Unter einer projektiven Abbildung versteht man die Hintereinanderausführung endlich vieler perspektiver Abbildungen.
Die Gültigkeit der Erzeugung eines dualen Kegelschnitts ergibt sich aus dem Dualitätsprinzip für projektive Ebenen.

### Beispiele
1: Zwei perspektive Abbildungen:

Gegeben: (1) Zwei Geraden {\displaystyle u,v}, 

Dualer Kegelschnitt zu zwei gegebenen perspektiven Abbildungen

(2) eine perspektive Abbildung {\displaystyle \pi _{A}} mit Zentrum  {\displaystyle A}, die {\displaystyle u} auf eine dritte Gerade {\displaystyle o} abbildet, und

(3) eine perspektive Abbildung {\displaystyle \pi _{B}} mit Zentrum {\displaystyle B}, die {\displaystyle o} auf {\displaystyle v} abbildet.
(4) Die Geraden {\displaystyle AB} und {\displaystyle o} dürfen nicht durch den Schnittpunkt {\displaystyle W} der Geraden {\displaystyle u,v} gehen !
Die Projektive Abbildung {\displaystyle \pi =\pi _{B}\pi _{A}} der Punktreihe von {\displaystyle u} auf die Punktreihe von {\displaystyle v} ist nicht perspektiv. Damit ist für jeden Punkt {\displaystyle X} die Gerade {\displaystyle x={\overline {X\pi (X)}}} ein Element eines durch die Vorgaben bestimmten nicht ausgearteten dualen Kegelschnitts.
(Falls (4) nicht gilt, ist {\displaystyle W} ein Fixpunkt und die Abbildung {\displaystyle \pi } perspektiv ! )

Steinererzeugung eines dualen Kegelschnitts: und ihre Bildpunkte sind gegeben. Der Kegelschnitt, dessen Tangenten hier erzeugt werden, geht durch die Punkte und hat dort die Tangenten.

2: Drei Punkte und ihre Bilder sind gegeben:

Das folgende Beispiel ist die Dualisierung des obigen Beispiels für die Steinererzeugung eines Kegelschnitts.

Die Bilder der Punkte {\displaystyle A,U,W} sind vorgegeben: {\displaystyle \pi (A)=B,\,\pi (U)=W,\,\pi (W)=V}. Die projektive Abbildung {\displaystyle \pi } lässt sich als Produkt (Hintereinanderausführung) der folgenden perspektiven Abbildungen {\displaystyle \pi _{B},\pi _{A}} darstellen:
1) {\displaystyle \pi _{B}} ist die perspektive Abbildung der Punktreihe von {\displaystyle u} auf die Punktreihe von {\displaystyle o} mit dem Zentrum {\displaystyle B}.
2) {\displaystyle \pi _{A}} ist die perspektive Abbildung der Punktreihe auf  {\displaystyle o} auf die Punktreihe auf {\displaystyle v} mit dem Zentrum {\displaystyle A}.
Man überzeugt sich, dass die projektive Abbildung {\displaystyle \pi =\pi _{A}\pi _{B}} tatsächlich die behauptete Eigenschaft {\displaystyle \pi (A)=B,\,\pi (U)=W,\,\pi (W)=V} besitzt. Damit lässt sich für jeden beliebigen Punkt {\displaystyle G} das Bild {\displaystyle \pi (G)=\pi _{A}\pi _{B}(G)} und damit beliebig viele Tangenten des Kegelschnitts konstruieren. Da durch den Punkt  {\displaystyle U} bzw. {\displaystyle V} nur die Kegelschnittgerade {\displaystyle u} bzw. {\displaystyle v} geht, sind {\displaystyle U} und {\displaystyle V} Punkte des Kegelschnitts und die Geraden {\displaystyle u,v} Tangenten in {\displaystyle U,V}.